# Los Ángeles Negros
Los Ángeles Negros es un grupo musical chileno de baladas, boleros, grupero, pop y rock, fundada en San Carlos (actual Región de Ñuble) en marzo de 1968 por los músicos Cristián Blasser y Mario Gutiérrez, junto con el bajista Sergio Rojas, que entonces reclutaron a quien fue el primer vocalista, Germaín de la Fuente. Considerados el primer grupo de rock suave en español y con canciones inéditas.
Desde su fundación, el grupo alcanzó rápidamente la fama internacional. Desde una primera gira a Ecuador, de la mano del presentador chileno Enrique Maluenda, comenzaron a viajar de manera constante a países del continente, tocando en casi todos los países de América.
En abril de 1974 renuncia de Germaín de la Fuente a la banda, para continuar en solitario en México. 
El resto del grupo, entonces dirigido musicalmente por Nano Concha en el bajo, con Luis Astudillo en la batería, Mario Gutiérrez en la guitarra, Jorge González en teclados y el nuevo vocalista, Ismael Montes, continaron su carrera en Chile, manteniendo a México como uno de sus principales lugares de presentaciones. Una nueva crisis en 1982 dividió nuevamente a la banda que, pese a lo anterior y a las sucesivas disputas desde entonces, ha conseguido mantenerse vigente hasta hoy.

## Historia

### Primeros años y el éxito inmediatos
El grupo nació en la localidad de San Carlos, (hoy Región de Ñuble y antes Región del Biobío), en 1968, siendo inicialmente un conjunto instrumental conformado por Cristián Blaser, Mario Gutiérrez y Luis Alarcón (todos alumnos de la Escuela Consolidada) y Sergio Rojas (inspector del liceo del pueblo). El grupo, en principio influenciado por el rock británico de The Beatles, fue bautizado por Rojas como «Los Ángeles Negros», en alusión a la banda Pat Henry y Los Diablos Azules.
Con el objetivo de participar en un concurso de bandas convocado por radio La Discusión de la ciudad de Chillán, invitaron a participar en marzo de ese mismo año al joven cantante Germaín de la Fuente, quien por entonces ya era conocido en la zona por sus participaciones como vocalista en diversas agrupaciones locales. Su llegada significó un giro en el estilo musical de la banda, manteniendo una estructura rock de base, pero predominando desde entonces el bolero y las canciones románticas. La nueva agrupación consiguió ganar el concurso en junio de 1968, venciendo a otra reconocida banda del pueblo, llamada Los Crawfish. El premio consistió en la edición en Santiago de un sencillo para el sello INDIS, perteneciente a Raúl Lara, pianista de la radio La Discusión.
El sencillo tenía en su lado A una versión del tema «Porqué te quiero», del compositor Orlando Salinas. Luego de regresar a San Carlos, incorporaron a Federico Blasser en la segunda guitarra y con él realizaron algunas presentaciones en la zona, hasta que la actividad de la banda comenzó a decaer.

### Internacionalización y salida de De la Fuente
A raíz de este éxito inicial, a finales de 1968, la filial chilena del sello disquero transnacional Odeón (hoy denominado EMI MUSIC) se interesó en el grupo y con una llamada del director artístico de la empresa, Jorge Oñate, se concretó el sueño del grupo de grabar para una compañía de cobertura internacional. Sin embargo, los hermanos Blaser tuvieron que abandonar el grupo debido a su servicio militar, por lo que llamaron a René Torres a la batería y a Jorge Villarroel a la segunda guitarra. En ese primer álbum, Porque te quiero, participaron también Miguel Ángel Concha (Nano), en el bajo, Jorge González en el teclado y Luis Ortiz en la batería, todos ellos acabados de llegar de Canadá. Con este álbum surgió la primera invitación a viajar por el extranjero. En octubre de 1969 a raíz del éxito que estaba produciendo Porqué Te Quiero, Los Ángeles Negros grabaron su segunda y más importante producción la cual llevó por nombre Y Volveré.
En abril de 1970, el grupo fue contratado para actuar en Ecuador, en junio de 1970 graban su tercera producción titulada "Te Dejo La Ciudad Sin Mí" la cual les abrió las puertas para realizar giras por Perú, Colombia, Bolivia y Argentina, en ese mismo año, el grupo firma un contrato con la filial Argentina de la EMI Ódeon para grabar algunos discos. Entre febrero y marzo de 1971 graban su cuarta producción titulada "Esta Noche La Paso Contigo", este nuevo álbum amplió las posibilidades del grupo en el extranjero, obteniendo nuevos contratos para actuar en Uruguay, Paraguay, parte de Brasil, Venezuela, Centroamérica, Estados Unidos, Canadá, Puerto Rico, República Dominicana, Curazao, Aruba y por último, en octubre de 1971, México, donde establecieron su base de operaciones en 1973 y se radicaron definitivamente en 1982.
En 1974, y tras el éxito de la banda en la escena latinoamericana, Germaín de la Fuente decide dejar la agrupación para iniciar su carrera como solista, siendo suplido por el cantante mexicano Ismael Montes.

### Fallecimiento de sus integrantes
En Nayarit (México) el 10 de julio de 2009, falleció Ismael Montes, el segundo vocalista tras la salida de Germaín de la Fuente.
En febrero de 2015, el diario mexicano Reforma dio a conocer que el exvocalista Enrique Castillo se encontraba viviendo como indigente en dicho país, en el Municipio de Naucalpan de Juárez. El medio reveló que el exmiembro de la banda vivía dentro de una combi con llantas abolladas, vidrios estrellados y basura, y que sobrevivía gracias a la caridad de vecinos y conocidos que le acercaban ropa y comida.
El 9 de septiembre de 2020, por causas no conocidas falleció Luis Astudillo, su baterista histórico. Tanto la banda como su excompañero Germaín de la Fuente manifestaron su pesar y condolencias por su partida. El 15 de noviembre del mismo año, la banda informó del fallecimiento del exvocalista Enrique Castillo en el hospital de la ciudad chilena de Villarrica. Castillo había regresado a Chile en 2015 para reencontrarse con sus familiares, tras darse a conocer su realidad como indigente mientras aún vivía en México.
El 20 de enero de 2021 fallecieron Mario Gutiérrez y su esposa por derivaciones de covid-19. Tanto la banda como su excolega Germaín de la Fuente manifestaron su pesar.

## Miembros
Los distintos miembros que han pasado por la banda, junto con sus álbumes, se detallan a continuación:
[cita requerida]

## Legado
La banda influenció diversas agrupaciones latinoamericanas surgidas en las décadas de 1960 y de 1970. Entre otros grupos musicales, se pueden mencionar a los chilenos Los Galos, Los Golpes o Capablanca; los peruanos Los Pasteles Verdes y los venezolanos Los Terrícolas. Durante la década de 1990, la banda influenció además a nuevas agrupaciones mexicanas, pertenecientes al género grupero, surgidas en la frontera con los Estados Unidos.
Pese a la diferencia de estilos, la agrupación ha influenciado también a diversos intérpretes y grupos de hip-hop, muchos de los cuales han interpretado versiones de los temas de la banda.
La canción «El rey y yo» apareció como parte de la banda sonora del videojuego Grand Theft Auto V.

## Discografía

### Álbumes de estudio
Los álbumes de estudio de la banda son los siguientes:
| Año  | Título                                                               |
| ---- | -------------------------------------------------------------------- |
| 1969 | Porque te quiero                                                     |
| 1970 | Y volveré                                                            |
| 1970 | Mi ventana                                                           |
| 1971 | Esta noche la paso contigo                                           |
| 1972 | La cita                                                              |
| 1972 | Con todo mi amor                                                     |
| 1973 | Déjenme si estoy llorando                                            |
| 1974 | Quédate en mis sueños                                                |
| 1974 | Aplaude mi final                                                     |
| 1975 | Mi vida como un carrusel                                             |
| 1976 | Despacito                                                            |
| 1976 | Bolerísimo                                                           |
| 1977 | Serenata sin luna                                                    |
| 1978 | Pasión y vida                                                        |
| 1979 | Será varón, será mujer                                               |
| 1980 | Tu enamorado                                                         |
| 1981 | Volverás                                                             |
| 1982 | Siempre románticos                                                   |
| 1983 | Locamente mía                                                        |
| 1985 | Con alas nuevas                                                      |
| 1986 | Prohibido                                                            |
| 1989 | El esperado regreso                                                  |
| 1991 | De aquí en adelante                                                  |
| 1996 | Toda una vida                                                        |
| 2003 | Metamorfosis                                                         |
| 2010 | En Vivo Desde El Auditorio Nacional I y II                           |
| 2014 | En vivo & sin etiqueta                                               |
| 2014 | No morirá jamás - Colaboraciones                                     |
| 2016 | Memorias del alma                                                    |
| 2019 | 50 Años: Antes de que ustedes nos olviden(En vivo 1968-2018) Vol. I  |
| 2019 | 50 Años: Antes de que ustedes nos olviden(En vivo 1968-2018) Vol. II |

### Bootlegs
- 1971 - Los Ángeles Negros En Vivo Teatro San Juan, (Germaín de la Fuente) (Grabación Digitalizada)

Durante el último tiempo, ha circulado por YouTube una grabación en audio del grupo en el Teatro San Juan de Nueva York el día 7 de diciembre de 1971. Ese día aparte de interpretar algunos de los temas grabados por el grupo hasta ese entonces como "Quisiera Ser Un Niño", interpretaron un inédito popurrí de tres canciones de Armando Manzanero.
- 1978 - Los Ángeles Negros En Vivo En El Show De Pepito Tv (Mickey Alarcón) (Grabación Radial Digitalizada)

En agosto de 1978, el grupo ya con Mickey Alarcón como vocalista realizó un mano a mano con el conjunto Los Galos en el programa El Show De Pepito TV, de TVN, en dicha ocasión, interpretaron los temas "Yo Lo Comprendo" y "Quédate En Mis Sueños", Esta grabación aparte de haber sido transmitida por televisión, fue transmitida vía radial y es únicamente de esta última transmisión de la cual existe registro hoy en día en algunos sitios de internet.
- 1988 - Los Ángeles Negros En Vivo 20 Años: Siempre Románticos (Eddy Martínez) (Casete)

Esta serie de presentaciones se llevaron a cabo en el Teatro De La Ciudad durante los días 24, 25, 26 y 27 de marzo de 1988 en Ciudad de México. A pesar de que fue el mismo grupo quien registró estos conciertos y quienes posteriormente vendieron después de los shows este casete, jamás se incorporó como parte de la discografía oficial.
- 1993 - 25 Años De Los Ángeles Negros (Eddy Martínez) (VHS)

Fue un VHS casero lanzado a modo de conmemoración de los 25 años de la grabación del disco de 45rpm de 1968 y en dicho DVD se encontraba la actuación del grupo en el programa Furia Musical más una entrevista para el mismo programa contando algunas historias de su carrera. Se incluyó por error en dicho disco una actuación de Germaín Y Sus Ángeles Negros interpretando algunos temas, al igual que el casete del show de los 20 años de carrera, no se le considera como material oficial del grupo.

### Álbumes en directo
- 2010 - En Vivo Desde El Auditorio Nacional (Antonio Saavedra y Álvaro Tahuilán)

- 2013 - En Vivo Y Sin Etiqueta (Antonio Saavedra y Maurizio Ruiz)

- 2019 - 50 Años: Antes De Que Ustedes Nos Olviden (Antonio Saavedra y Maurizio Ruiz)

### Álbumes recopilatorios
| Año  | Título                   |
| ---- | ------------------------ |
| 1983 | 20 éxitos originales     |
| 1993 | 15 super éxitos          |
| 2005 | 40 éxitos                |
| 2007 | A México lindo y querido |
| 2007 | 21 grandes éxitos        |